# Fasedetektor
En fasedetektor, fasediskriminator eller fasekomparator er en blander, analog multiplikator eller logik kredsløb, som genererer et spændingssignal som output, der repræsenterer forskellen i fase mellem to signal input.
Detektering af faseforskelle er meget vigtig i mange anvendelser, såsom motorstyring, radar og telekommunikation systemer, servomekanisme og demodulatorer. Fasedetektoren er et kritiskt element i en faselåst kredsløb (PLL).